# Xisco Nadal
Francisco Sebastián Nadal Martorell (Palma de Mallorca, España, 27 de junio de 1986), conocido como Xisco Nadal, es un exfutbolista español, actual delegado de equipo del Villarreal C. F.

## Trayectoria
Ha jugado durante muchos años en el Villarreal C. F. y alternando entre el primer equipo, el filial y cesiones a distintos equipos de la Segunda División hasta quedar libre y fichar por el Granada 74 C. F. Tras el descenso del mismo, fichó por el Levante U. D., con el que ascendió a Primera División en la temporada 2009-10. El 30 de junio de 2011 deja de pertenecer a la disciplina levantinista al finalizar su contrato y no llegar a un acuerdo para su renovación.
Llegó a ser el goleador más joven de la historia de Primera al anotar un gol con el Villarreal C. F. con 16 años y 353 días. Su hito lo batió posteriormente Iker Muniain, jugador del Athletic Club, con 16 años y 289 días.

## Clubes
| Club                    | País   | Año       | Partidos | Goles |
| ----------------------- | ------ | --------- | -------- | ----- |
| Villarreal C. F. "B"    | España | 2002-2003 | ¿?       | ¿?    |
| Villarreal C. F.        | España | 2002-2004 | 16       | 2     |
| C. D. Numancia de Soria | España | 2003-2004 | 15       | 1     |
| Villarreal C. F.        | España | 2004-2006 | 11       | 1     |
| Hércules C. F.          | España | 2006-2007 | 16       | 0     |
| Villarreal C. F. "B"    | España | 2007-2008 | 19       | 4     |
| Villarreal C. F.        | España | 2007-2008 | 1        | 0     |
| Granada 74 C. F.        | España | 2007-2008 | 15       | 1     |
| Levante U. D.           | España | 2008-2011 | 90       | 5     |
| Alqueries C. F.         | España | 2011-2014 | 5        | 1     |
| Villarreal C. F.        | España | 2014-2015 | 13       | 2     |
| C. D. Segorbe           | España | 2015-2016 | 37       | 4     |
| C. D. Roda              | España | 2016-2018 | 52       | 13    |

## Palmarés

### Campeonatos nacionales
| Título         | Club             | País   | Año        |
| -------------- | ---------------- | ------ | ---------- |
| Copa Intertoto | Villarreal C. F. | España | 2003, 2004 |

### Campeonatos internacionales
| Título                        | Equipo                               | Sede      | Año  | Resultado  |
| ----------------------------- | ------------------------------------ | --------- | ---- | ---------- |
| Copa Mundial de fútbol Sub-17 | Selección de fútbol sub-17 de España | Finlandia | 2003 | Subcampeón |
| Eurocopa Sub-17               | Selección de fútbol sub-17 de España | Portugal  | 2003 | Subcampeón |

## Internacional
Ha sido internacional con la selección de fútbol de España
- Sub-15
- Sub-16
- Sub-17
- Sub-18
- Sub-19